# Morton, Derbyshire
Morton är en civil parish i Storbritannien.   Den ligger i distriktet North East Derbyshire i grevskapet Derbyshire i England, i den södra delen av landet, 200 km norr om huvudstaden London.